# Kreuzweg (Bad Camberg)

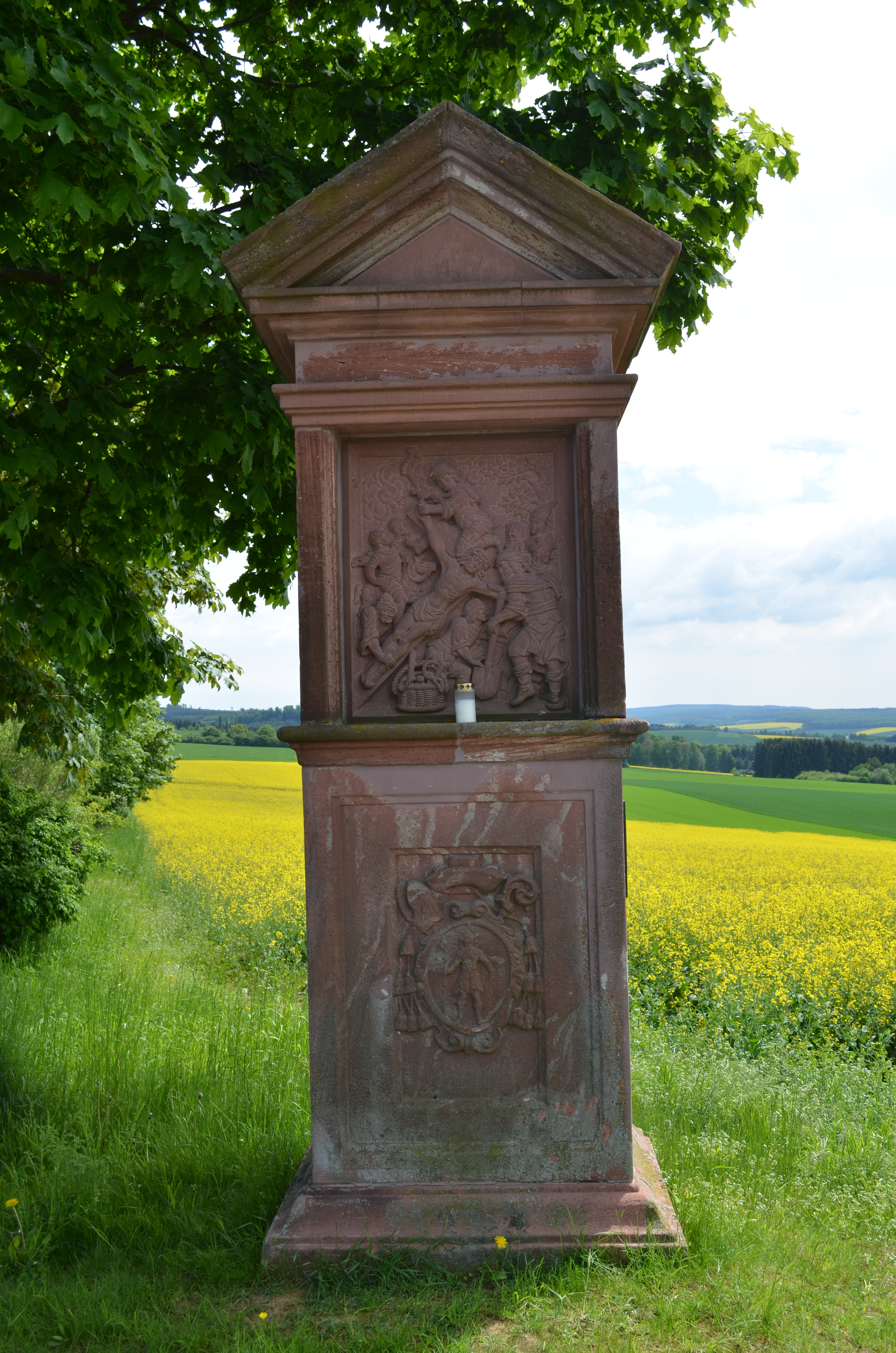
Station 7 „Ans Kreuz geschlagen“

Die Sieben Fußfälle sind ein um das Jahr 1700 angelegter Kreuzweg zwischen dem Friedhof von Bad Camberg und der Kreuzkapelle. Da die Originaltafeln stark verwittert sind, befinden sie sich in der Krypta der Kreuzkapelle▼. An den sieben Bildstöcken sind Kopien und Hinweistafeln angebracht. Die klassizistisch gegliederten Stöcke sind über 3 Meter hoch, aus Bruchstein aufgemauert und mit Sandsteinplatten verkleidet. Der Kreuzweg steht unter Denkmalschutz.

## Geschichte
Die Einrichtung des Kreuzweges geht auf eine Anregung des Trierer Weihbischofs Maximilian Heinrich Burmann (gest. 1685) zurück. Gestiftet wurden die Steine durch den Kurtrierschen Oberamtmann des Amtes Camberg, Wilhelm Lothar Freiherr von Hohenfeld (1651–1710) und seiner Verwandten. Der Amtmann hatte insgesamt 19 Kinder (darunter Franz Carl Friedrich von Hohenfeld) aus zwei Ehen und war auch Kaiserlicher Rat und Reichspfennigmeister.
Die Bildhauerarbeiten stammen aus der Werkstatt des Bildhauers Johann Neudecker der Ältere aus Hadamar. Auf den Bildstöcken sind im oberen Bereich jeweils die Szenen aus dem Leidensweg Christi und im unteren Bereich die Wappen der Stifter eingemeisselt. Die heutigen Kopien stammen aus der Restaurierung von 1988 und von Bildhauer Walter Schmitt aus der Werkstätte F. Müller aus Villmar.

## Station 1
▼Die 1. Station („Ölberg“) wurde von Sophia Clara Charlotte Freiin von Hohenfeld (1648–1701) gestiftet. Sie war die Schwester des Amtmanns und lebte auf Hof Hausen bei Eisenbach.

„BaronIssa SophIa antIqVae strIpIs ab HohnVelD naC Xto statVam strVXerat aere sVo (Baroness Sophia vom alten Geschlecht der von Hohenfeld errichtete dem Heiland dieses Bildwerk aus eigenen Mitteln)“

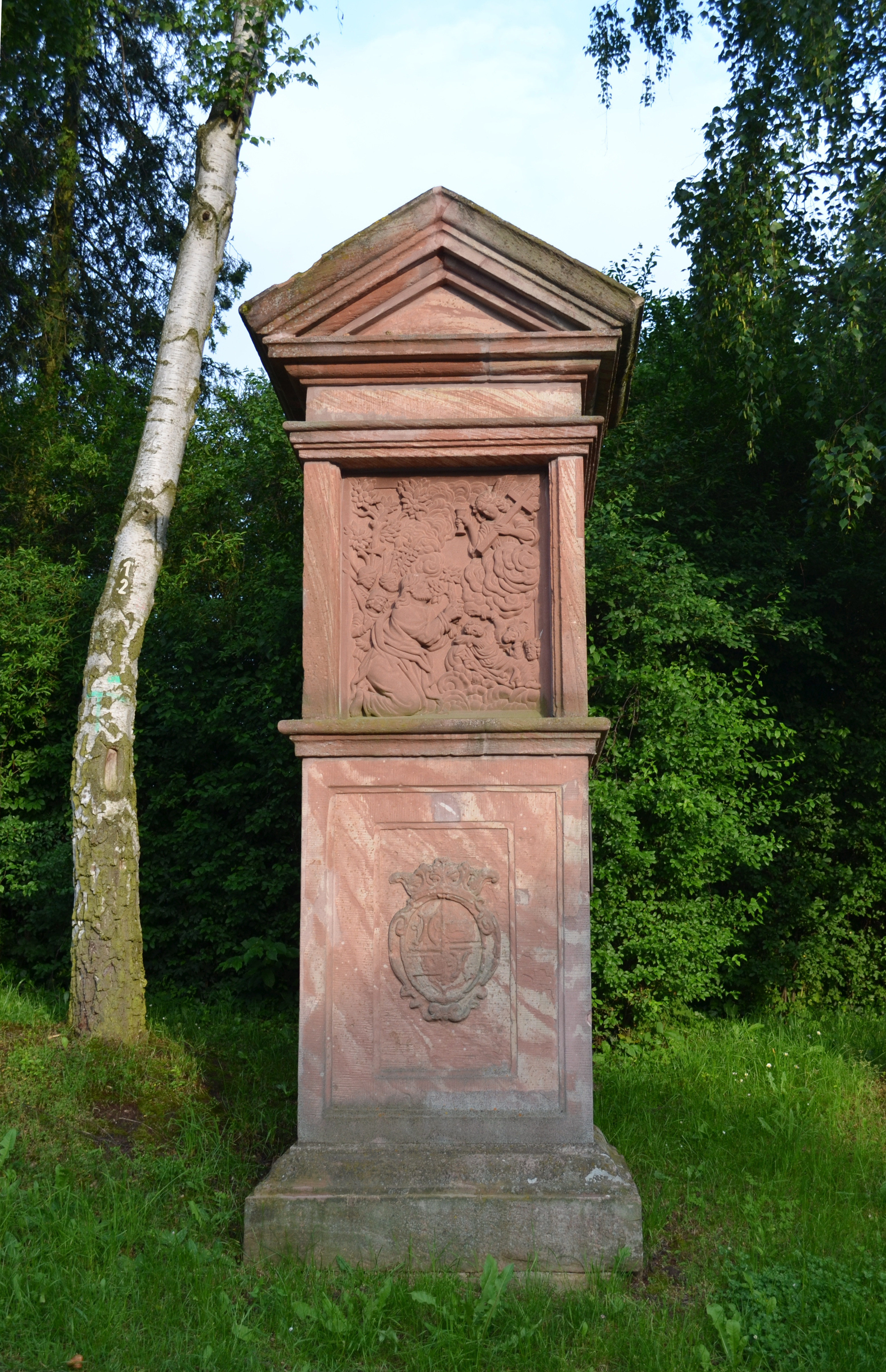
Station 1
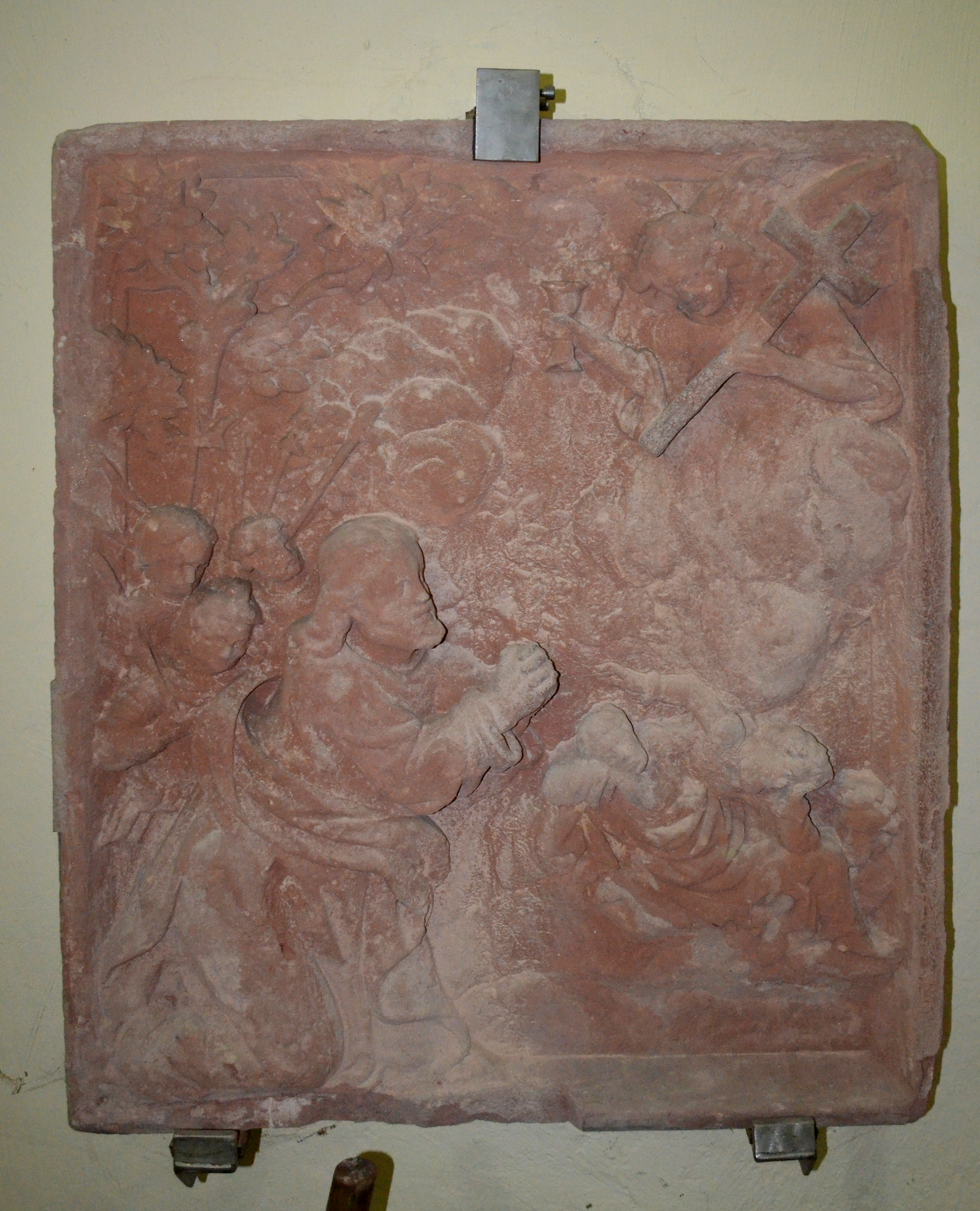
Station 1, Original
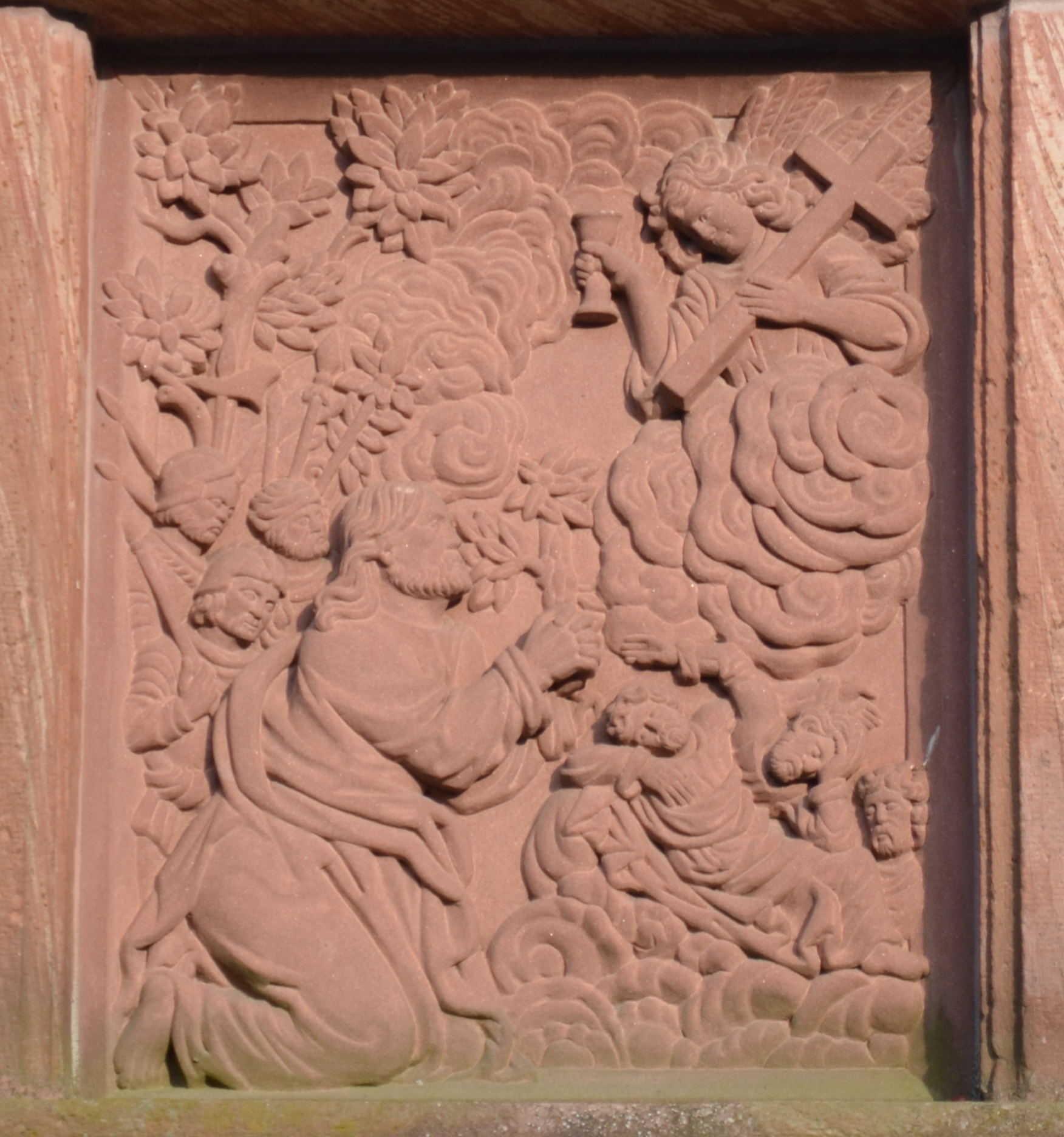
Station 1, Neue Tafel

## Station 2
▼Die 2. Station („Geisselung“) wurde von Carl Lothar Freiherr von Walderdorff auf Molsberg und Isenburg (1656–1722) und dessen Frau Anna Katharina Elisabeth Freiin von Kesselstadt gestiftet. Carl Lothar Freiherr von Walderdorff lebte auf Schloss Molsberg im Westerwald. Anna Katharina Elisabeth Freiin von Kesselstadt war die Schwester der ersten Frau des Amtmanns.

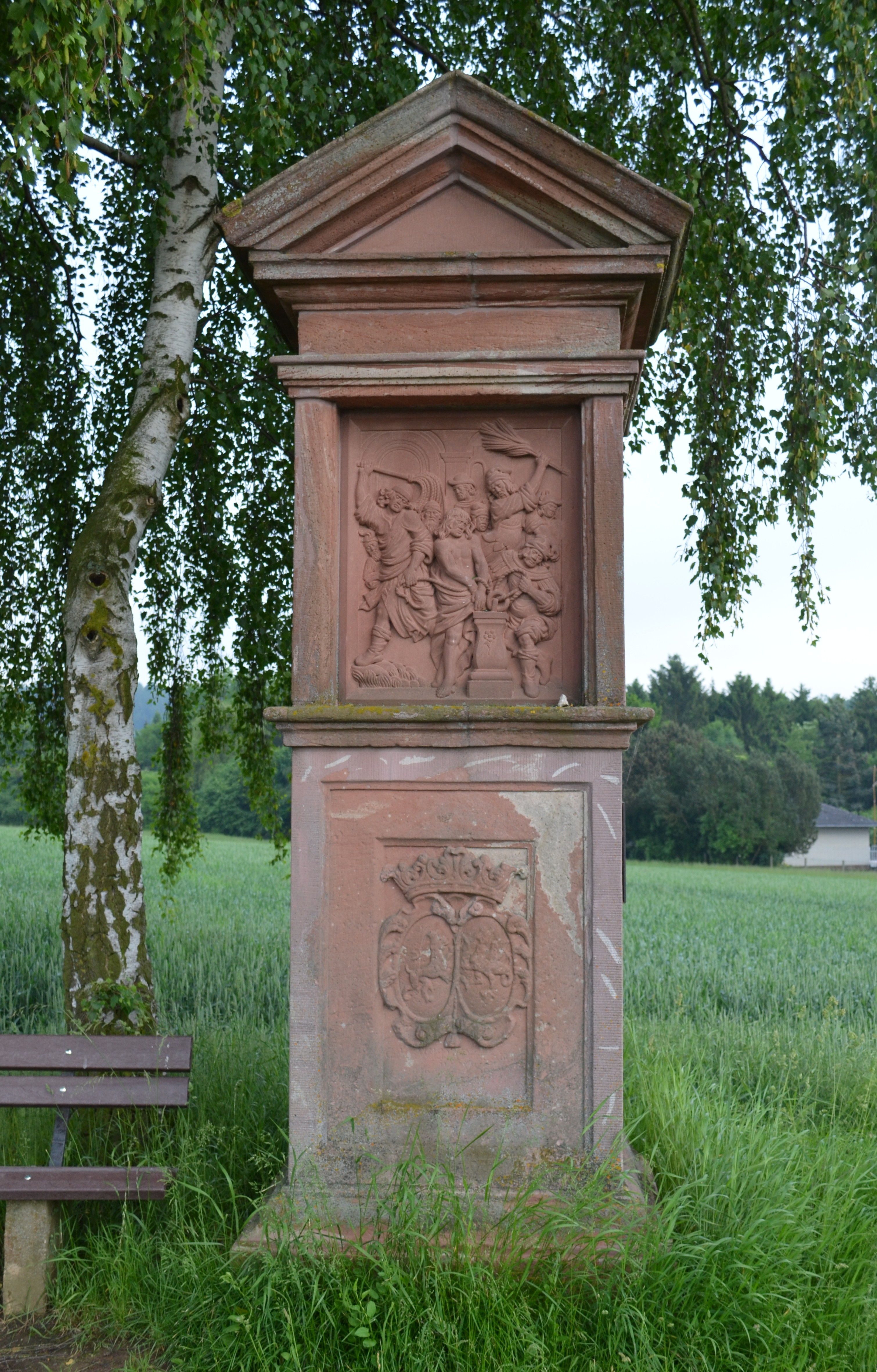
Station 2
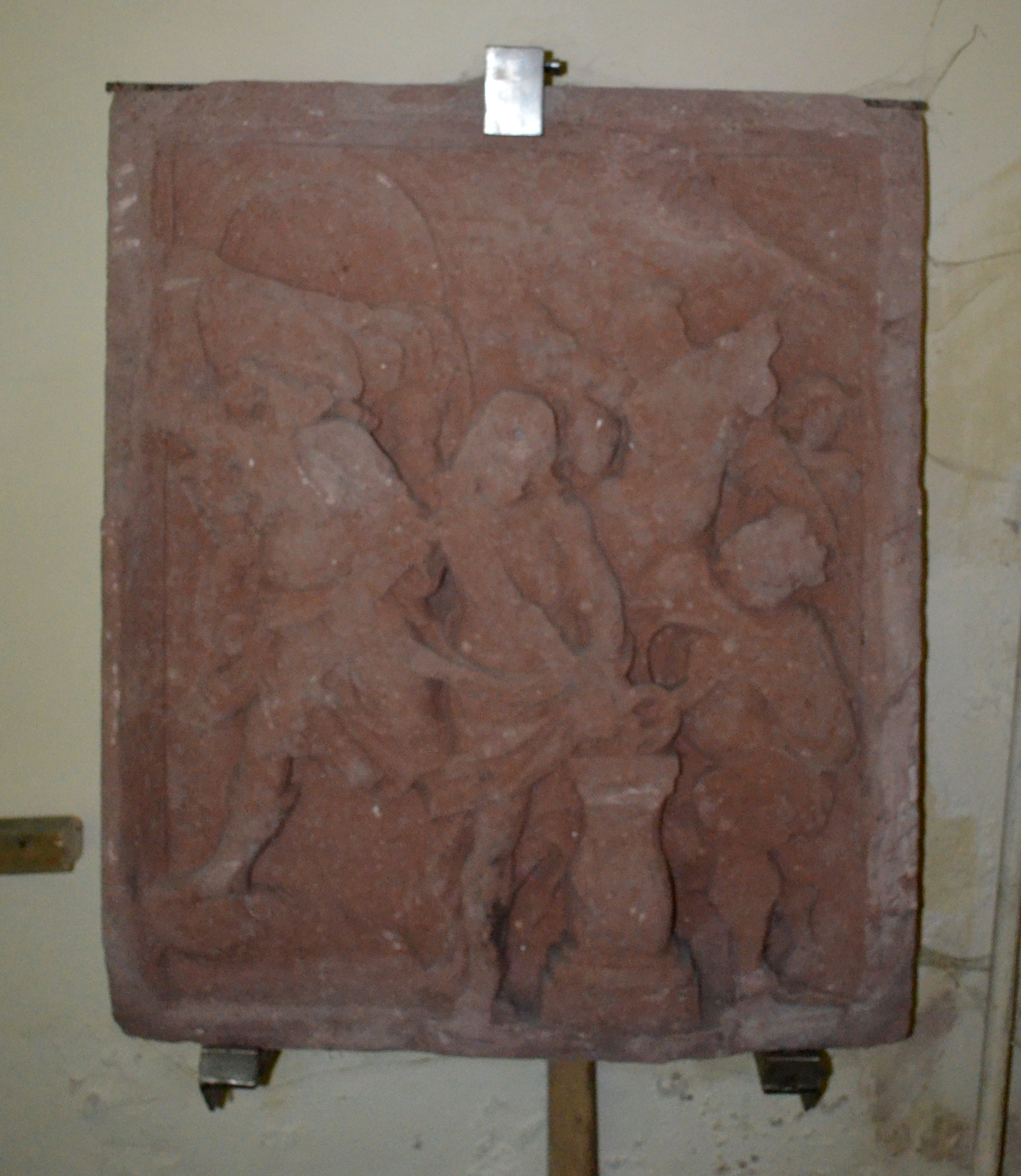
Station 2, Original
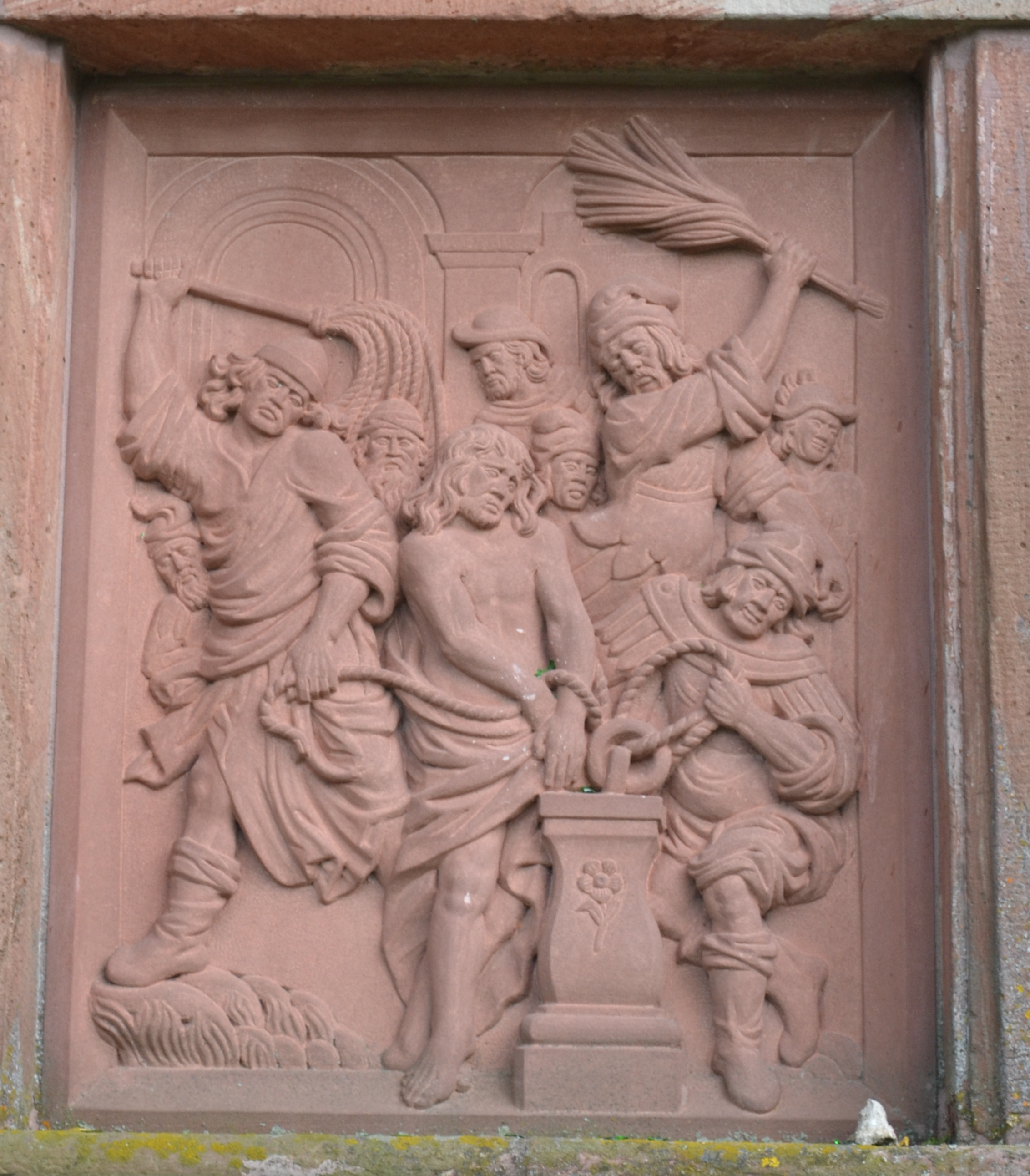
Station 2, Neue Tafel
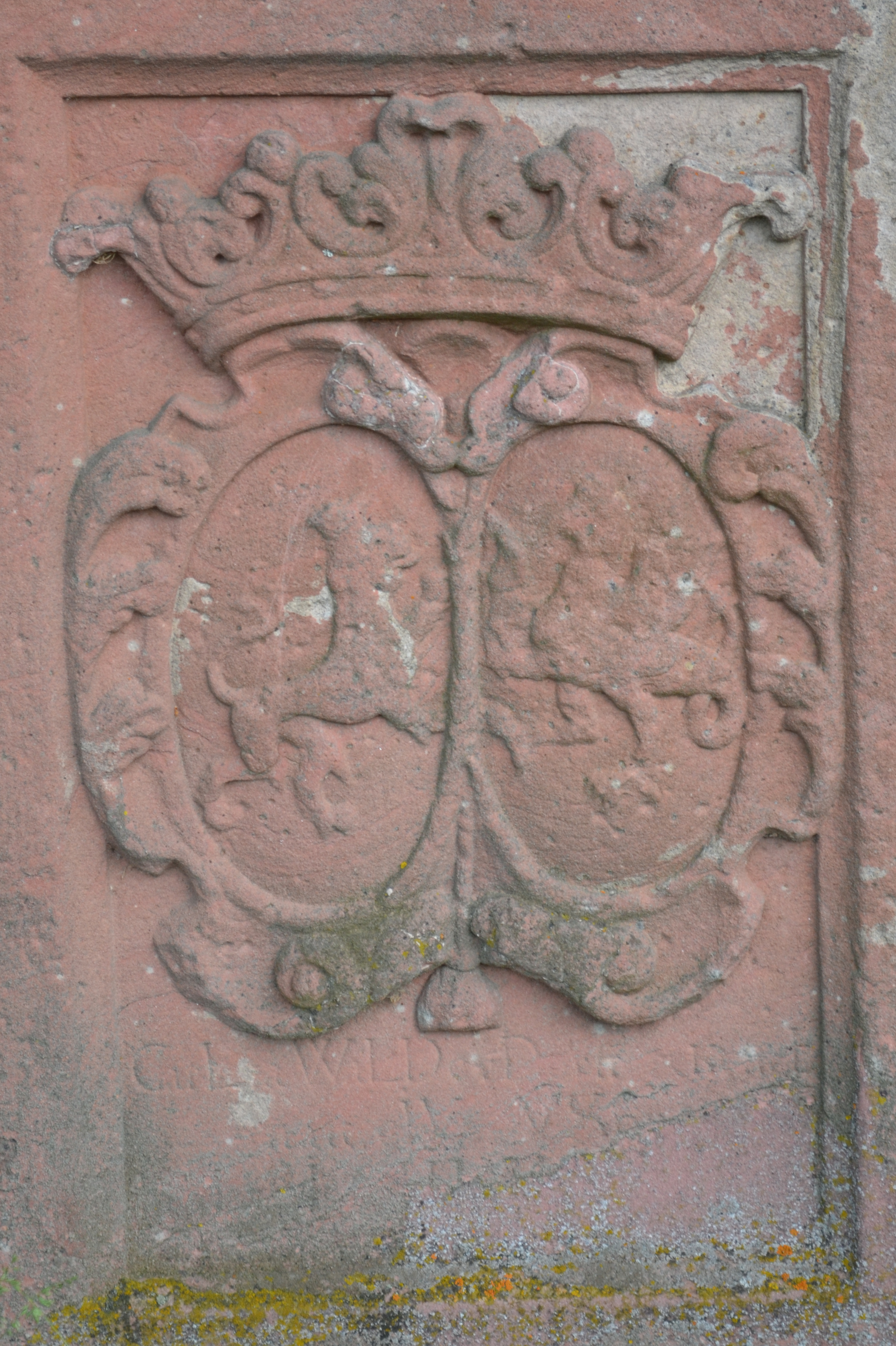
Wappen an Station 2

„CarL a WalDerDorff et KesseLstatt elVs VXor Ista fLagrIs caesI IesV speCtaCLa ponVnt (Karl von Walderdorff und seine Gemahlin geborene von Kesselstatt setzten dieses Schaubild dem rutengeschlagenen Jesus)“

## Station 3
▼Die 3. Station („Dornenkrönung“) wurde von Johann Caspar von Bicken zum Hain aus dem heutigen Hainchen bei Siegen und seiner Frau Maria Anna Kämmerin von Worms genannt von Dalberg gestiftet. Johann Caspar von Bicken war der Bruder der zweiten Ehefrau des Amtmanns.

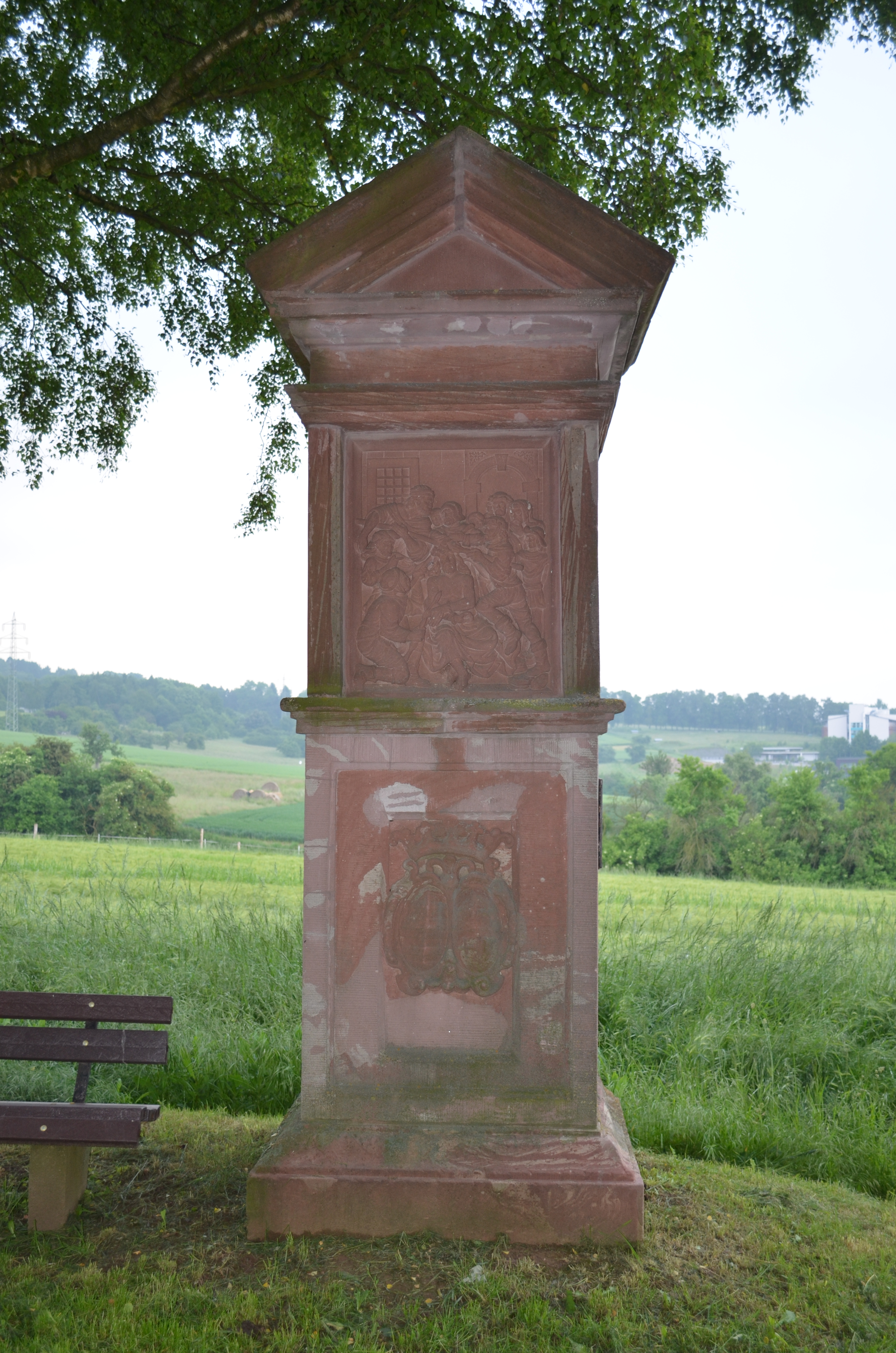
Station 3
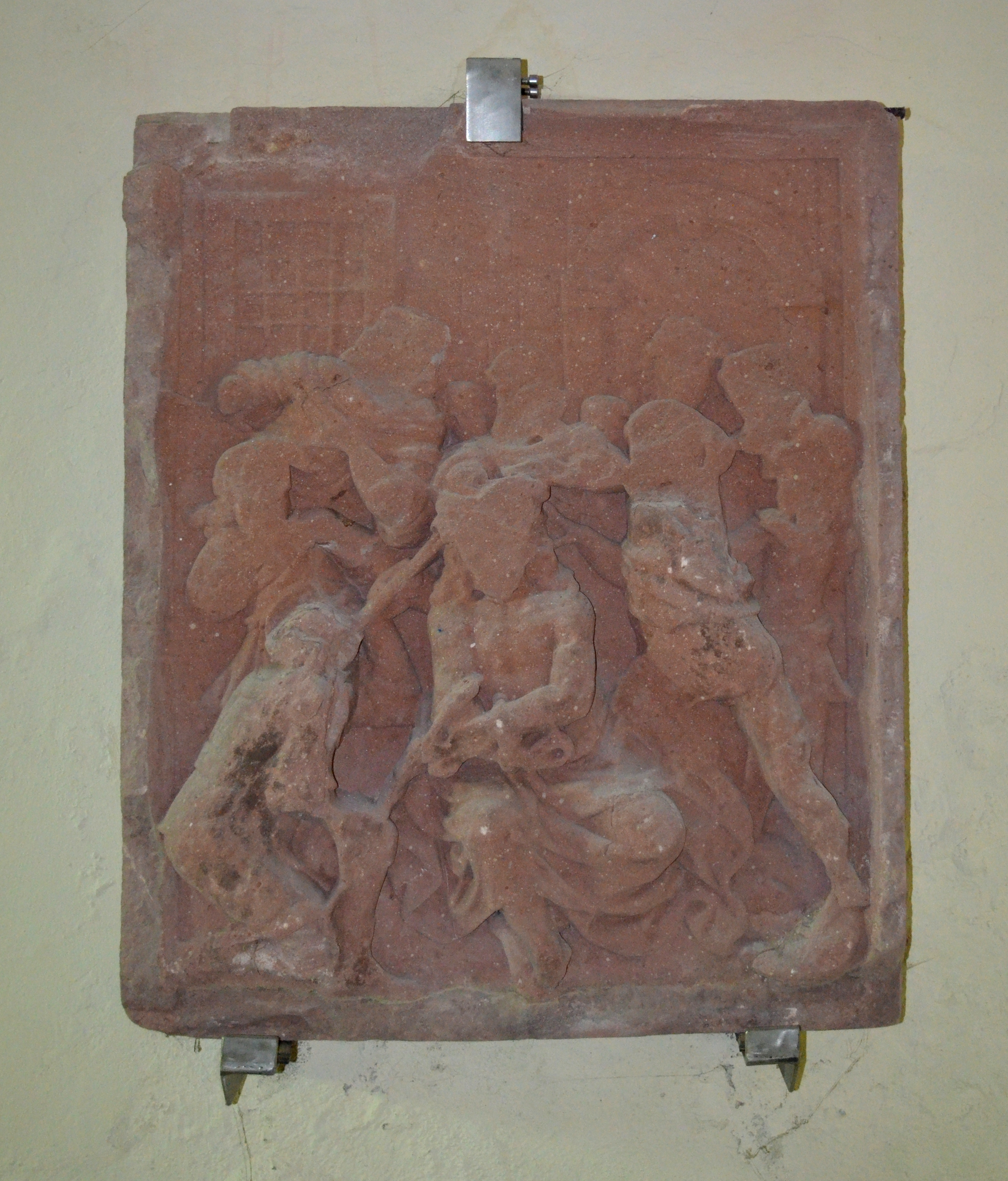
Station 3, Original
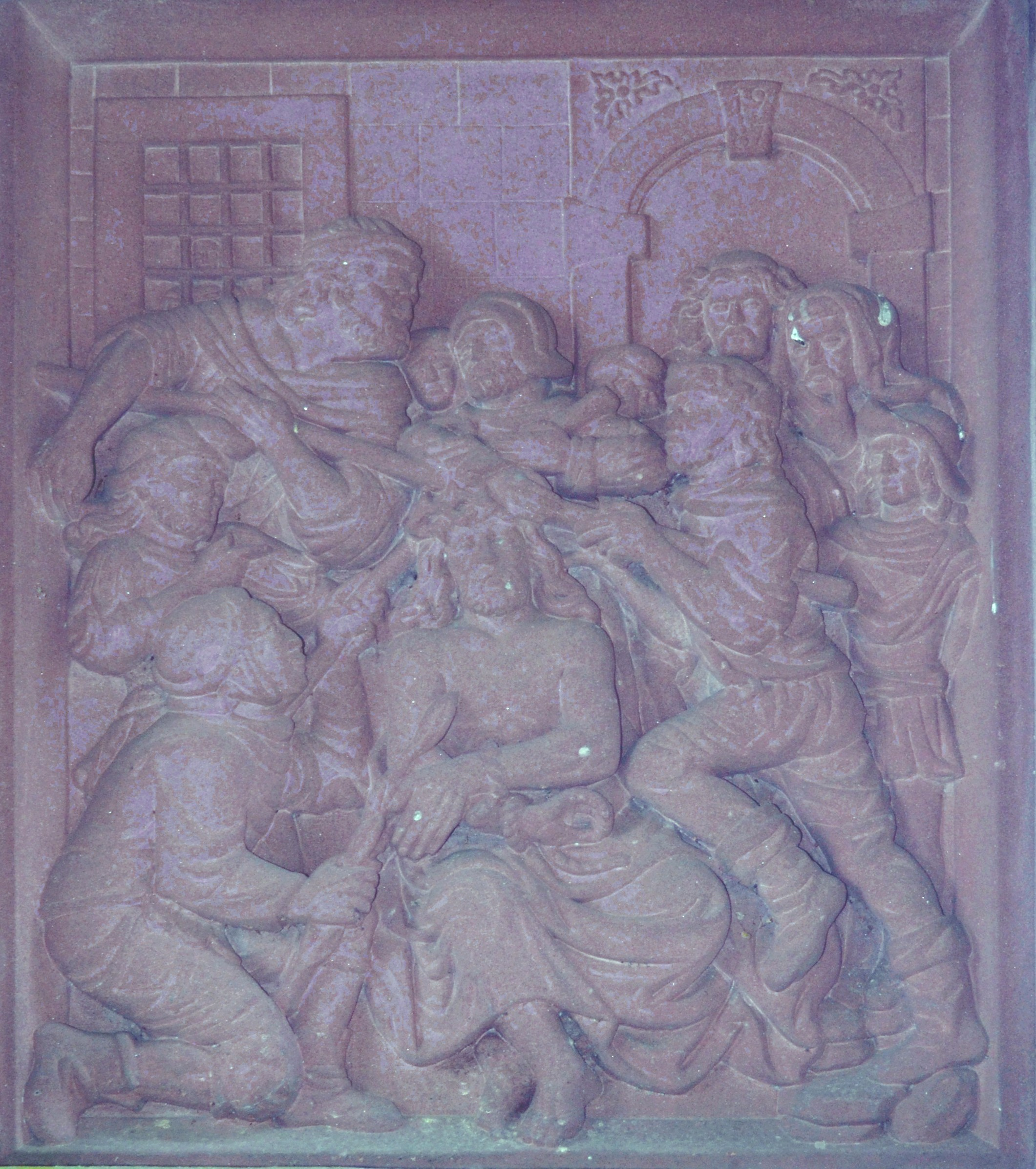
Station 3, Neue Tafel

„De genere antIqVo BiCken CasparVs aC VXor a DaLberg Xte SerVVnt tIbI CInCte Corona (aus altem Geschlecht Kaspar von Bicken und seine Gemahlin geborene von Dalberg dienen hiermit Dir, Christus, dem Dornenbekrönten“

## Station 4
▼Die 4. Station („Ecce Homo“) wurde von Wilhelm Lothar Freiherr von Hohenfeld selbst und seinen beiden Ehefrauen Maria Anna Freiin von Kesselstadt und Maria Margaretha von Bicken gestiftet.

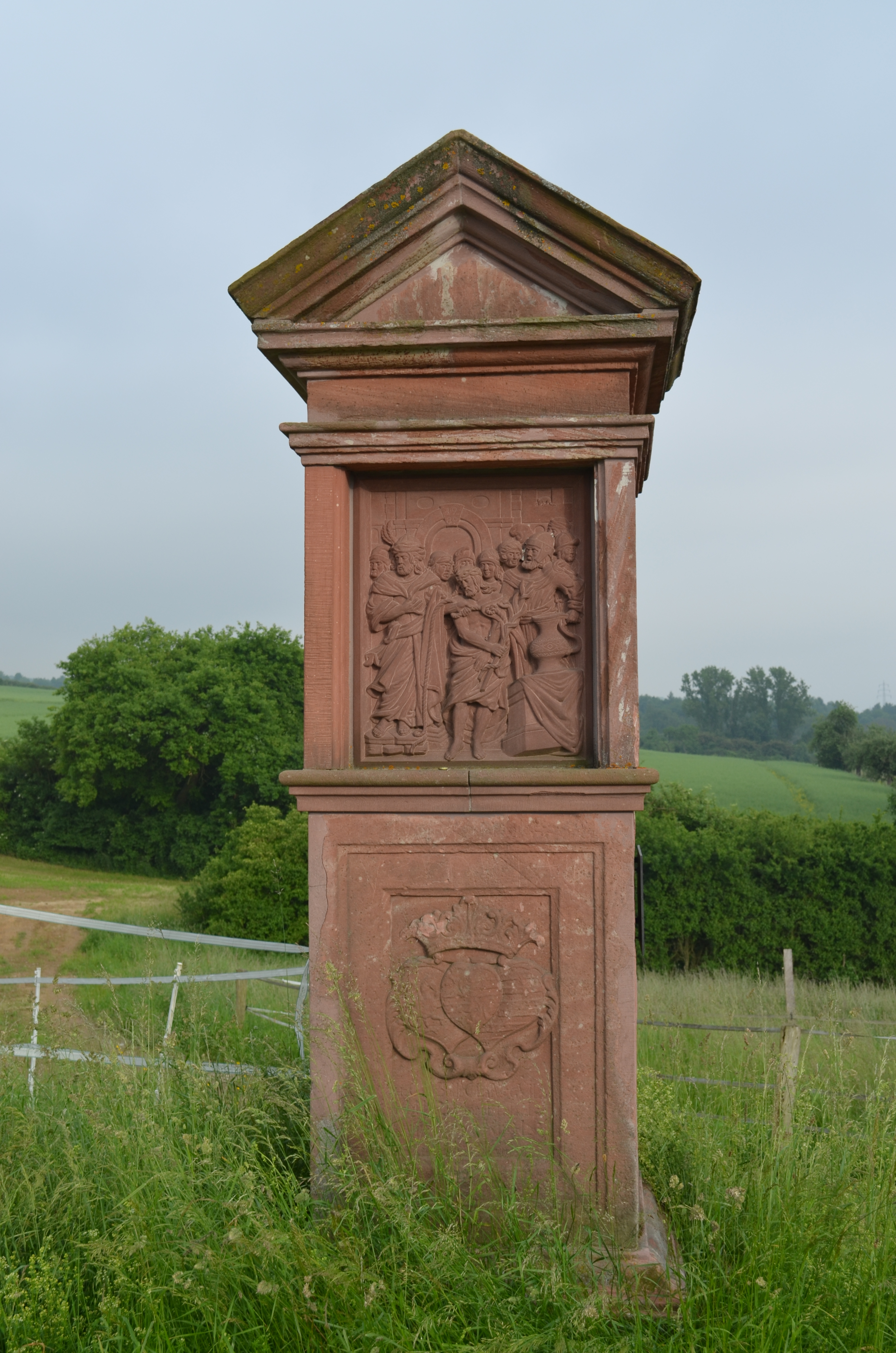
Station 4
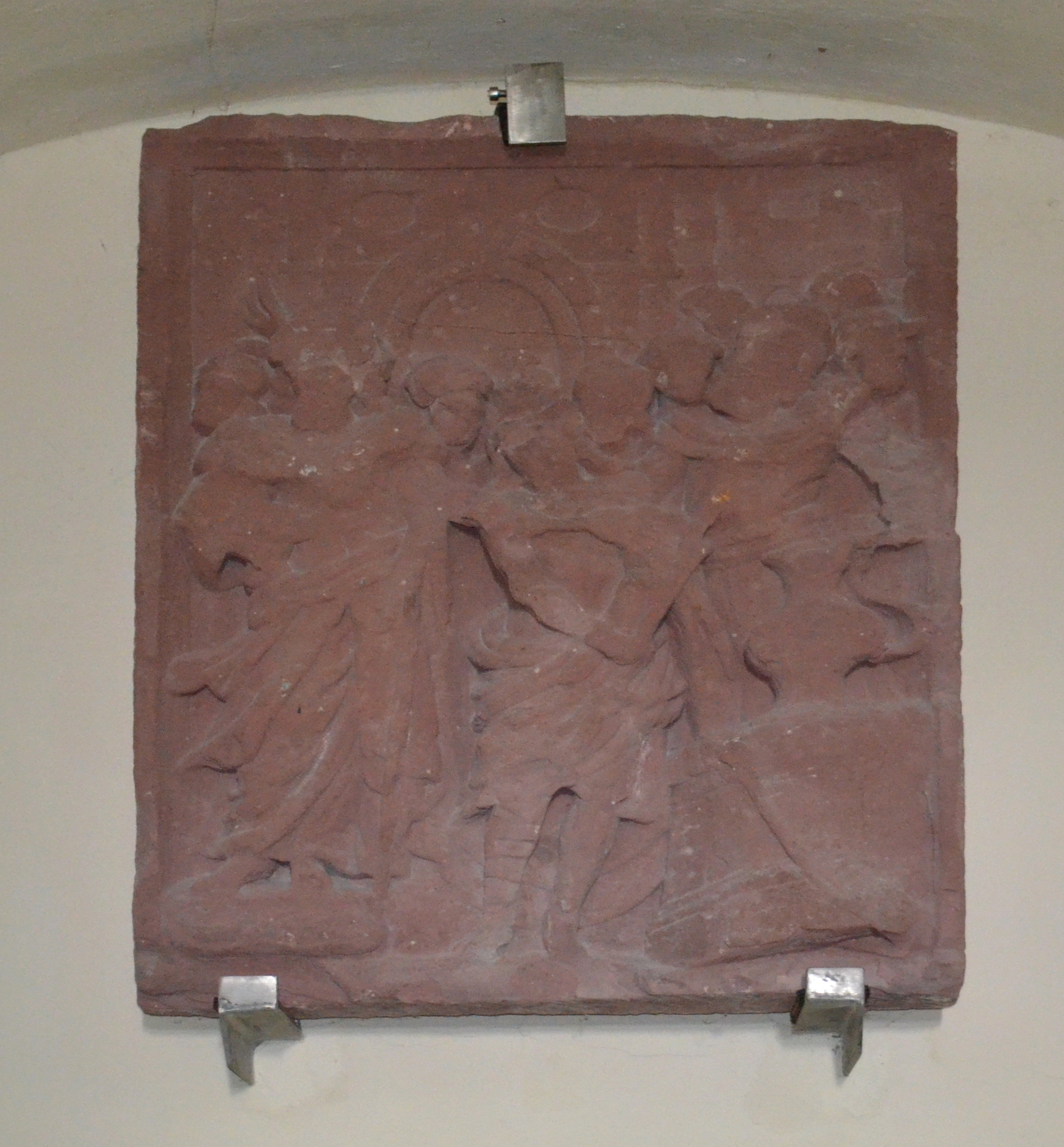
Station 4, Original
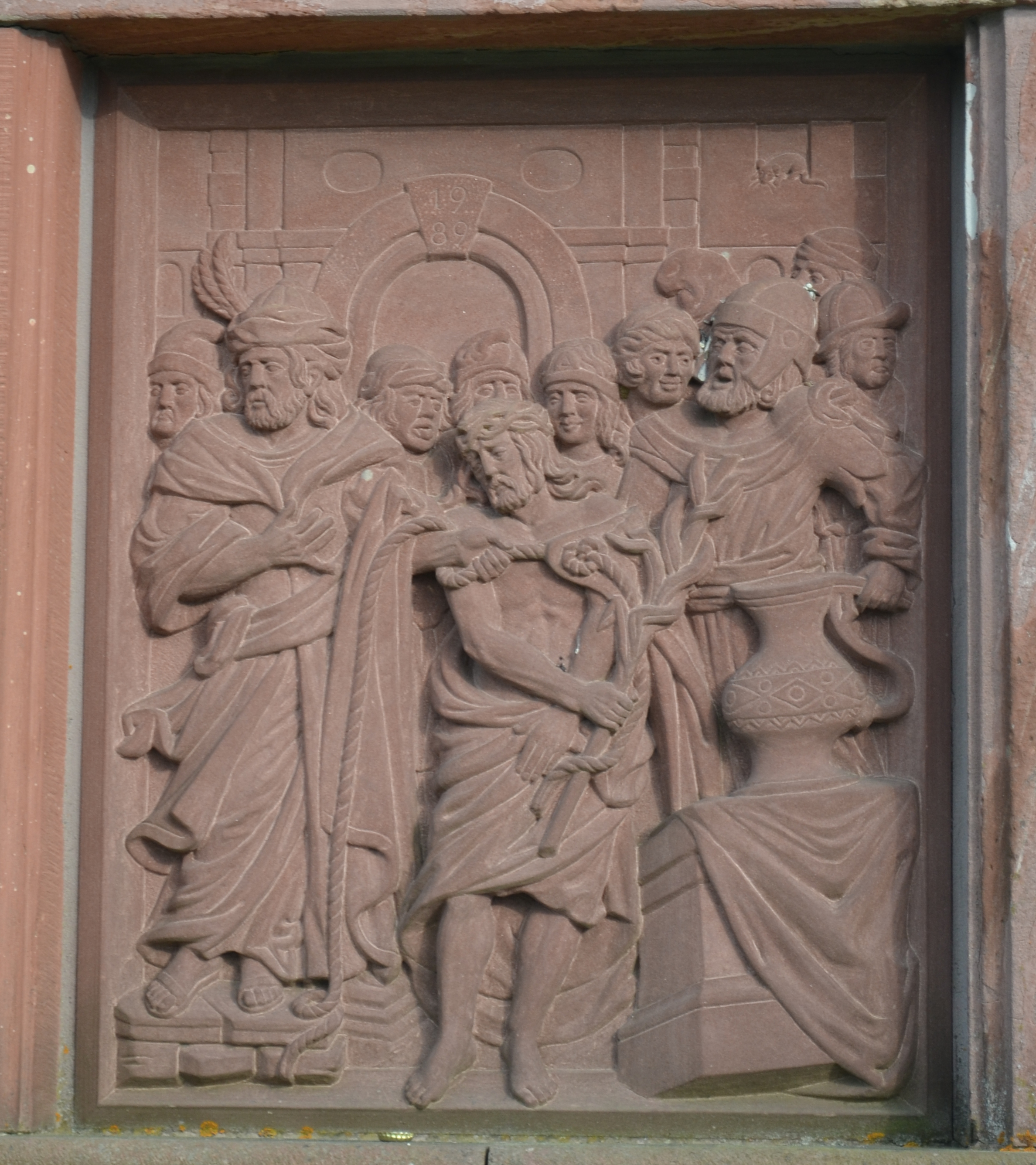
Station 4, Neue Tafel

„HoC StrVXIt CLarVs GVILheLmVs Lothar ab Hohenfelt aC prIor ConIVnX Kessel-Stadtt aLtera BIKen (Dieses haben der Edele Wilhelm Lothar von Hohenfeld und seine Gemalinnen, die frühere, eine geborene von Kesselstatt und die spätere, eine geborene von Bicken gestiftet)“

## Station 5
▼Die 5. Station („Kreuztragung“) stiftete Helfried Freiherr von Croneck und seine Frau Maria Elisabeth Salome Freiin von Hohenfeld. Diese war die zweitälteste Schwester des Amtmanns.

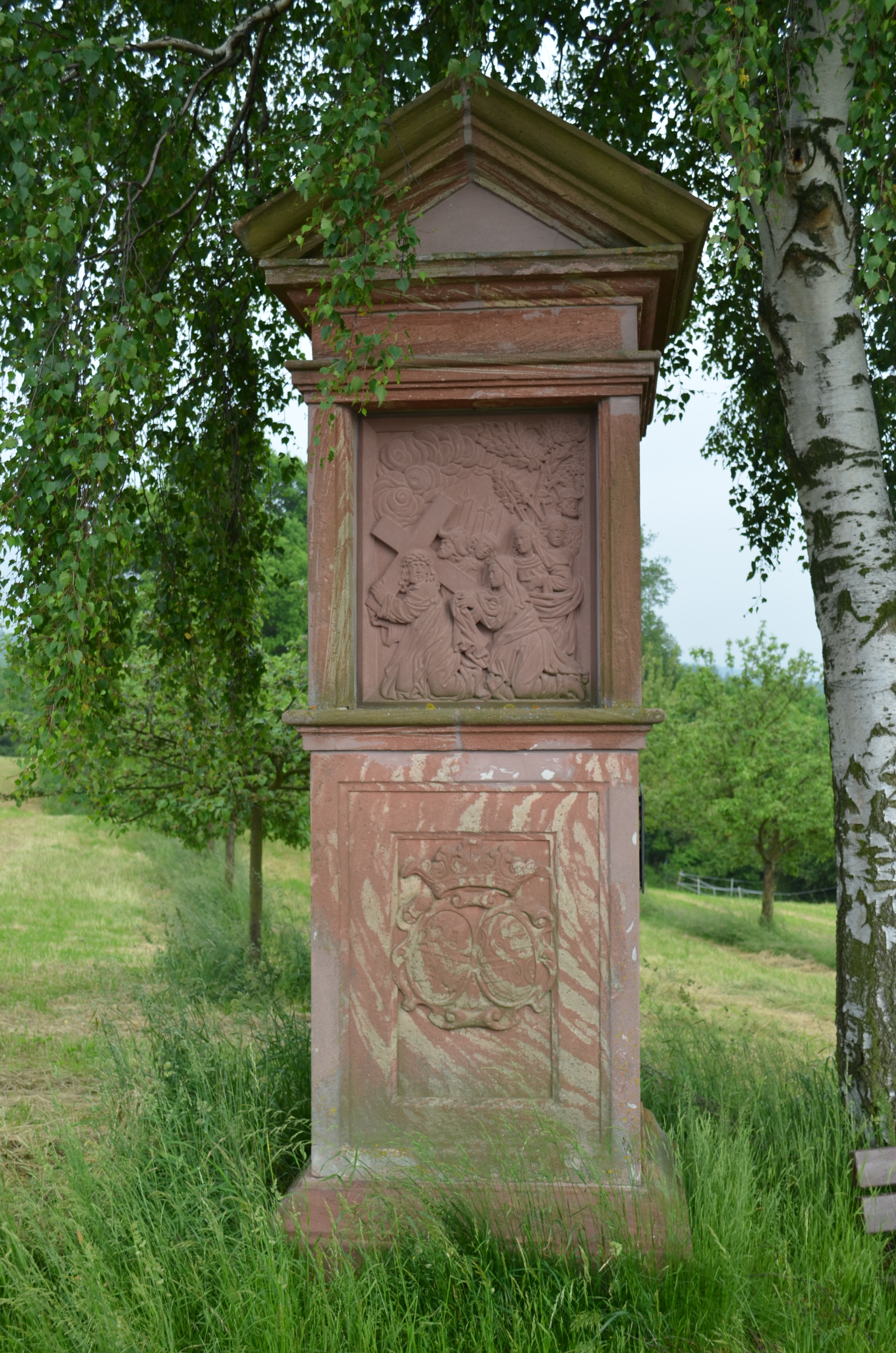
Station 5
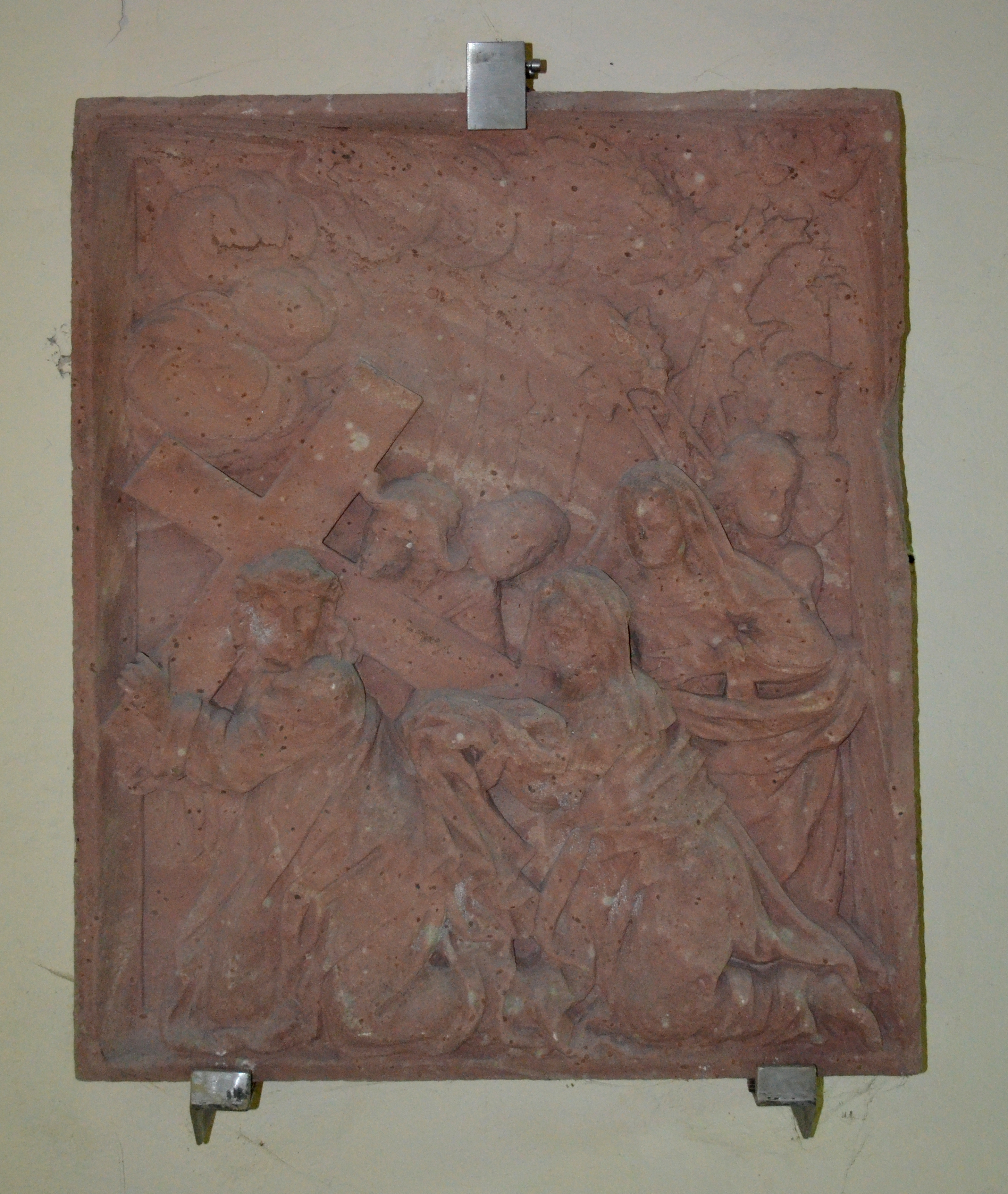
Station 5, Original
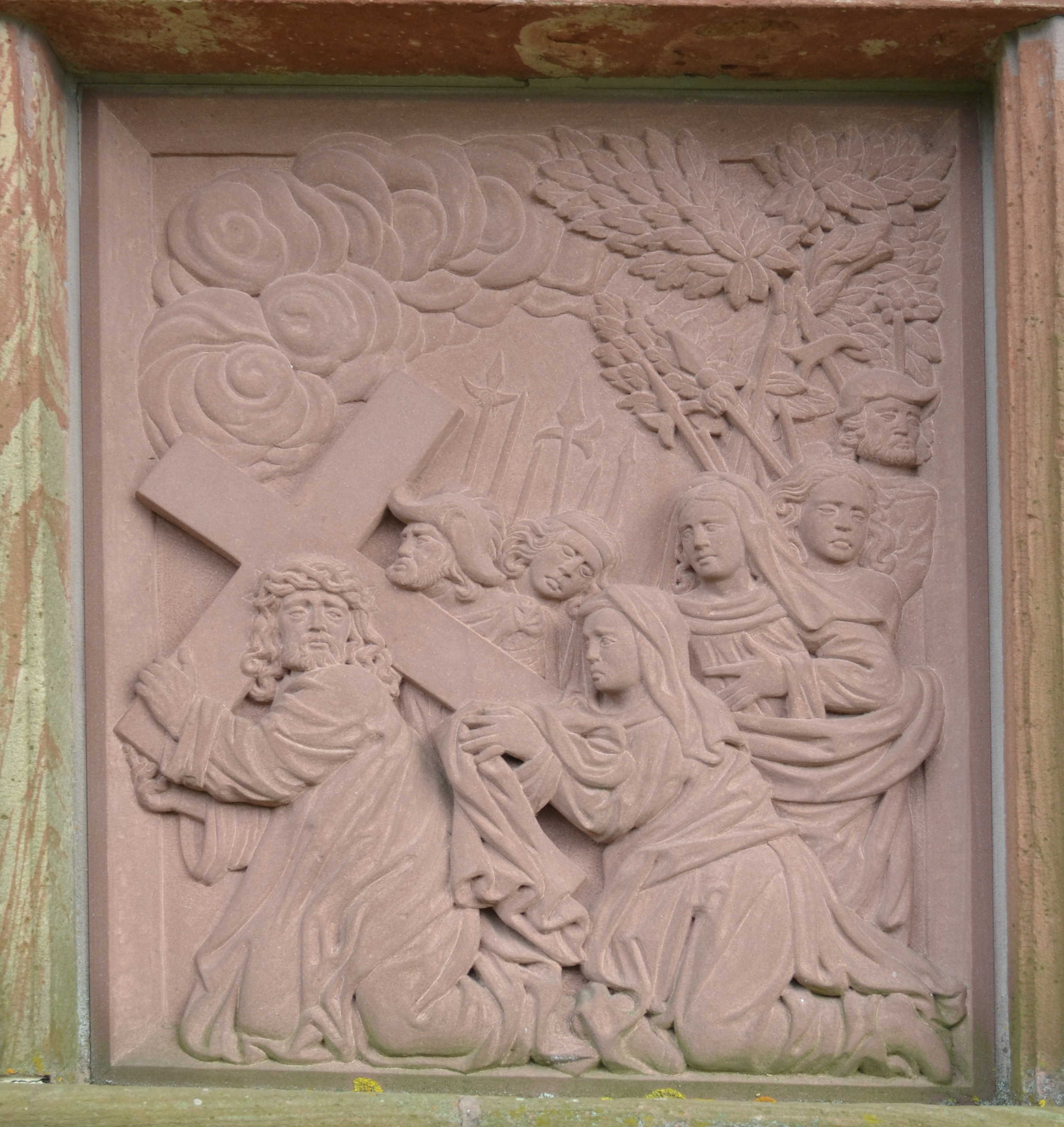
Station 5, Neue Tafel
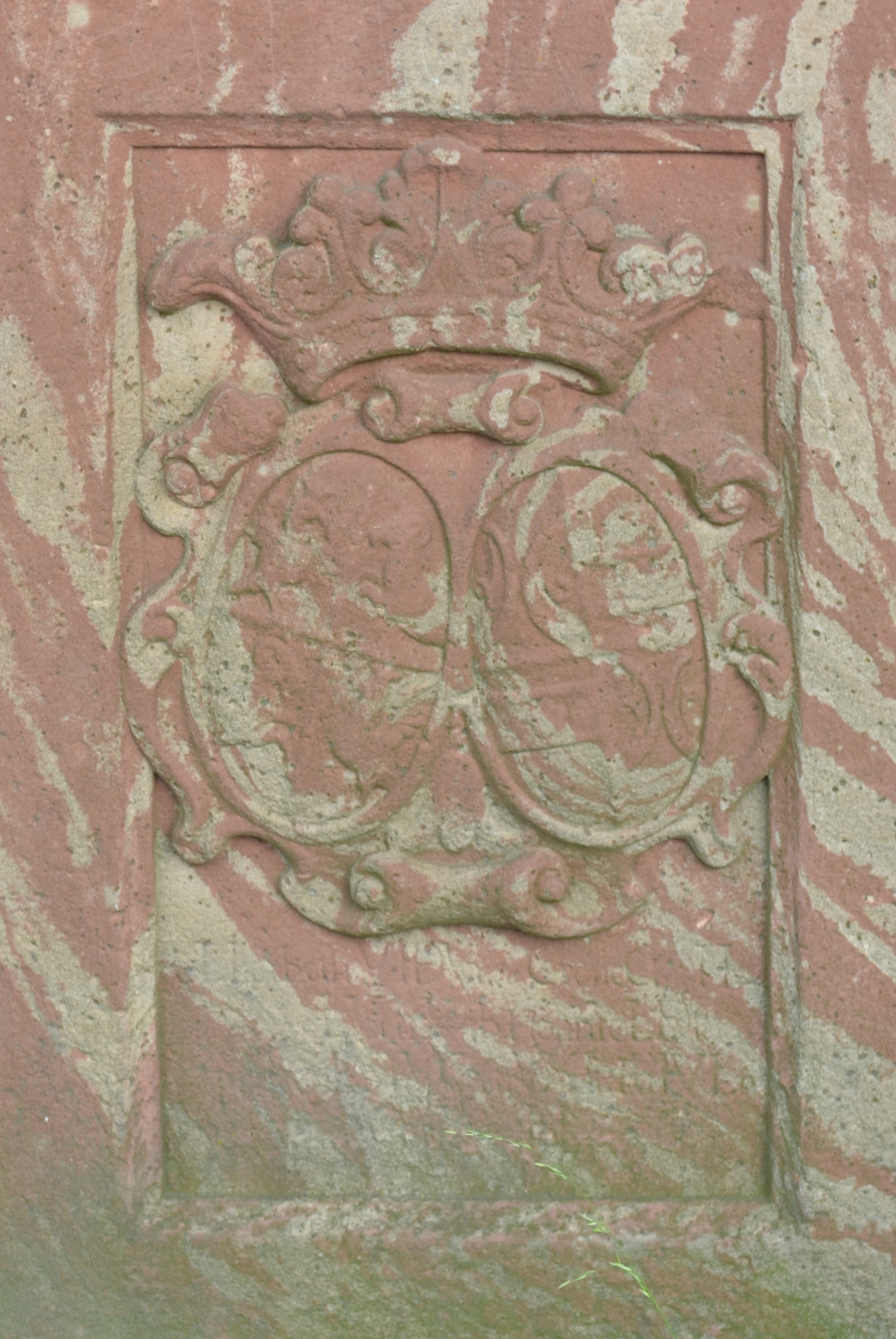
Wappen an Station 5

„ELIsabeth VIDVa a CroneCk ILLVstrIs ab HohnefeLDt progenIe hVC strVXIt bal VLo ChrIste tIbI (Elisabeth Witwe v. Croneck, von Geburt eine Edele von Hohenfeld, hat dieses errichten lassen dir, Christus, dem Kreuzträge zu Ehren)“

## Station 6
▼Die 6. Station („Kleiderberaubung“) wurde von Graf Sebastian von Hatzfeld-Gleichen (1654–1708) und dessen Frau Ursula Elisabeth Freiin von Kesselstadt gestiftet. Er lebte auf Schloss Crottorf, sie war eine Schwester der ersten Frau des Amtmanns.

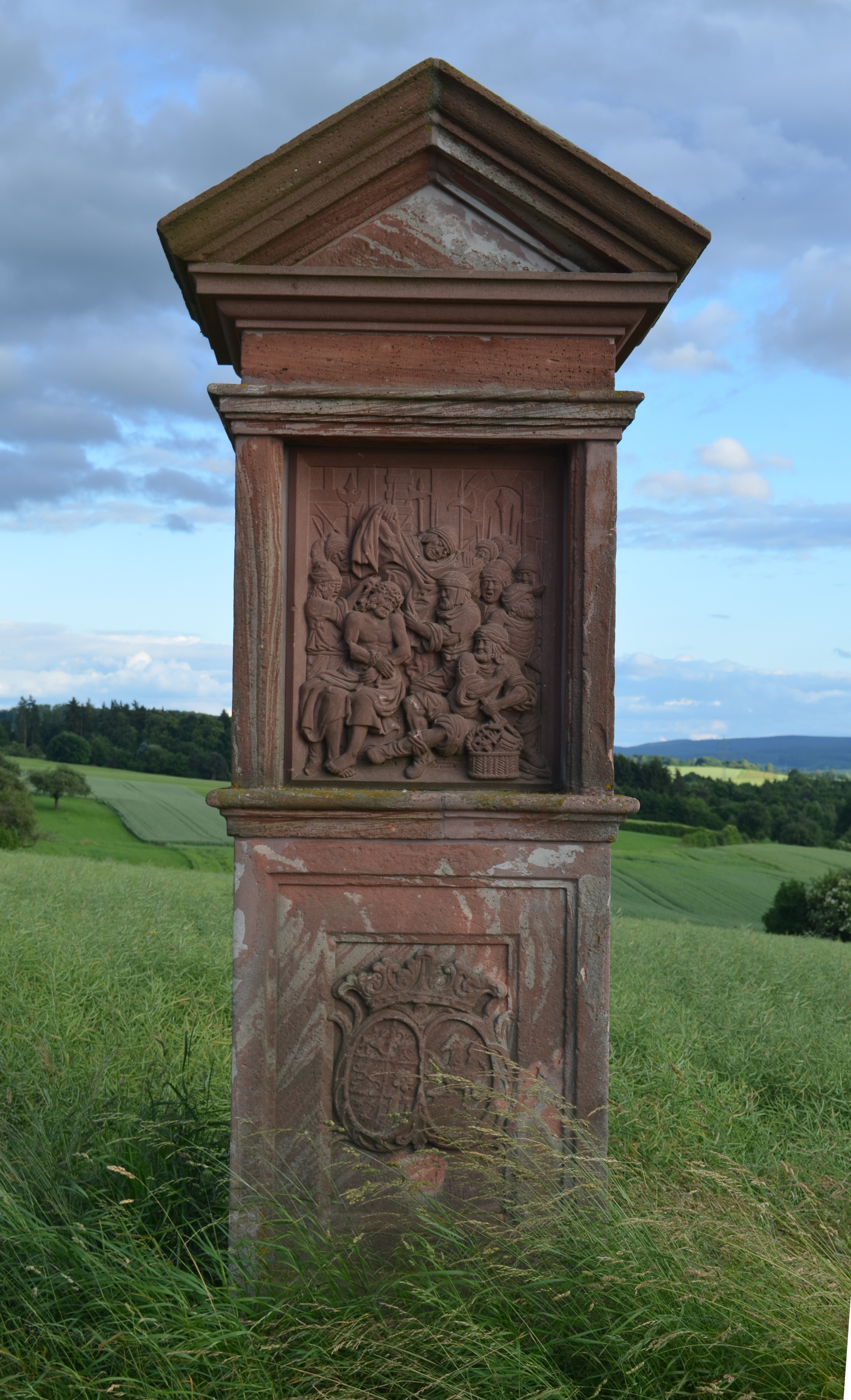
Station 6
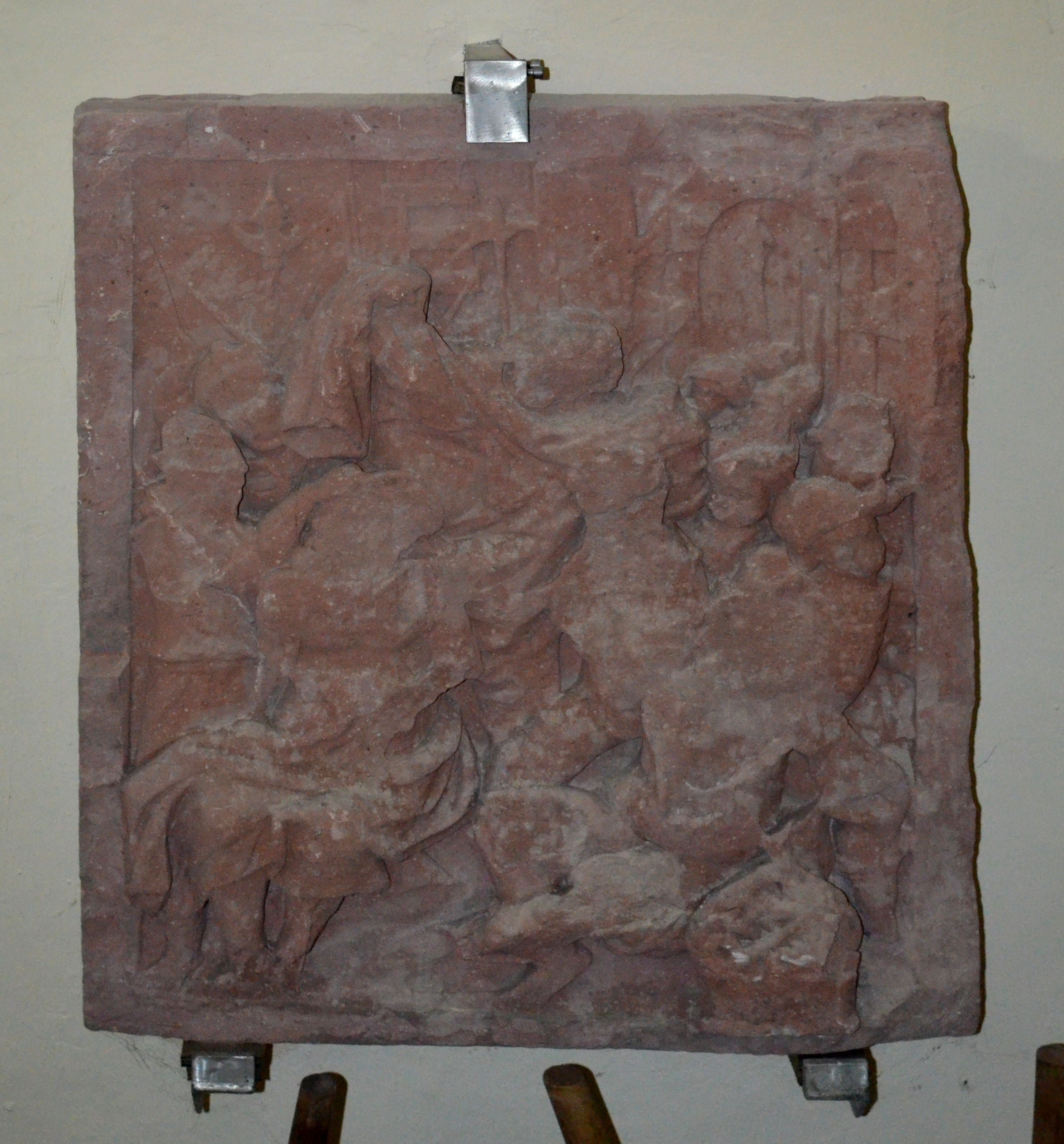
Station 6, Original
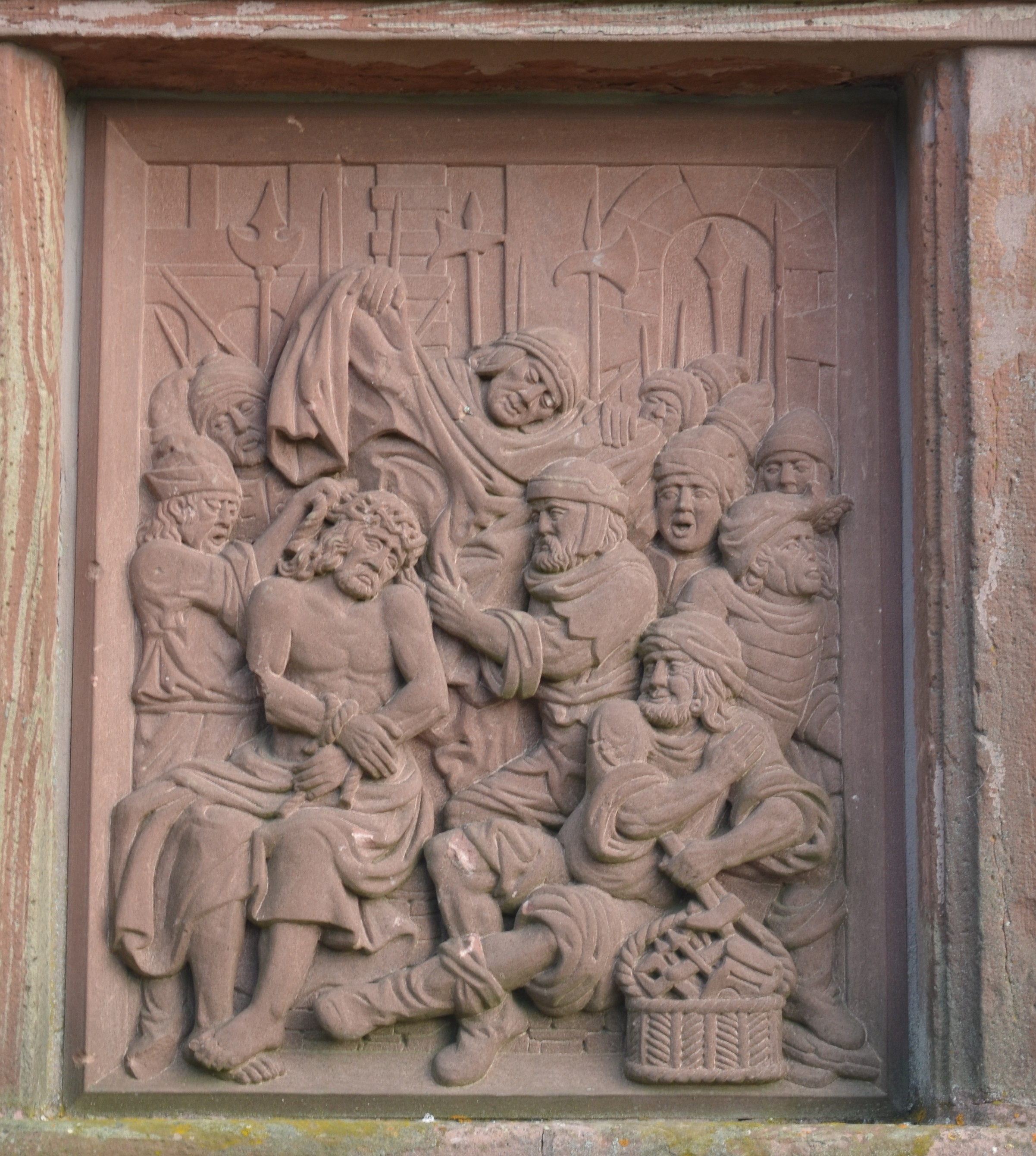
Station 6, Neue Tafel
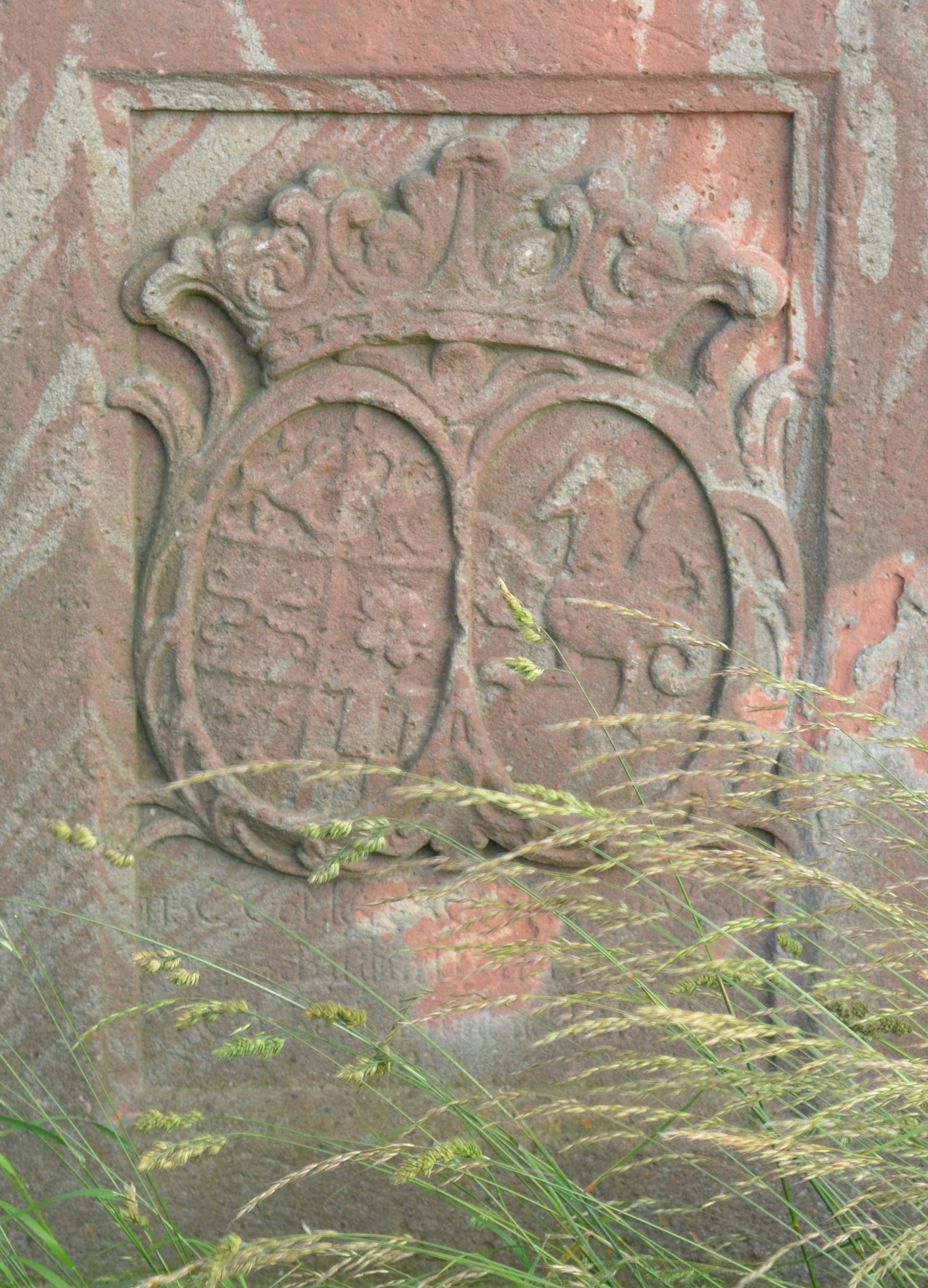
Wappen an Station 6

„HoC CoMes ExCellen strVXIt SebastIan HatzfeLt aC a KesseLstadt nobILIs VXor elVs (Dieses haben der hochedele Graf Sebastian von Hatzfeld und seine edele Gemalin, eine geborene von Kesselstadt, errichten lassen)“

## Station 7
▼
Die 7. Station („Ans Kreuz geschlagen“) ist dem Weihbischof Maximilian Heinrich Burmann gewidmet (auch wenn die Inschrift seinen Vornamen als „Peter“ wiedergibt). Die Inschrift lautet:

„HIC PetrVs BVrMann praeCepIt saXa LoCarl tVnc sVffraganeVs treVIr honore CrVCIs (Hier diese Steine aufzustellen hat Peter Burmann veranlasst, der damalige Weihbischof von Trier, zu Ehren des Kreuzes)“

Die Bedeutung des Chronogramms VVMCIXLCVVVVICVCI ist unklar.

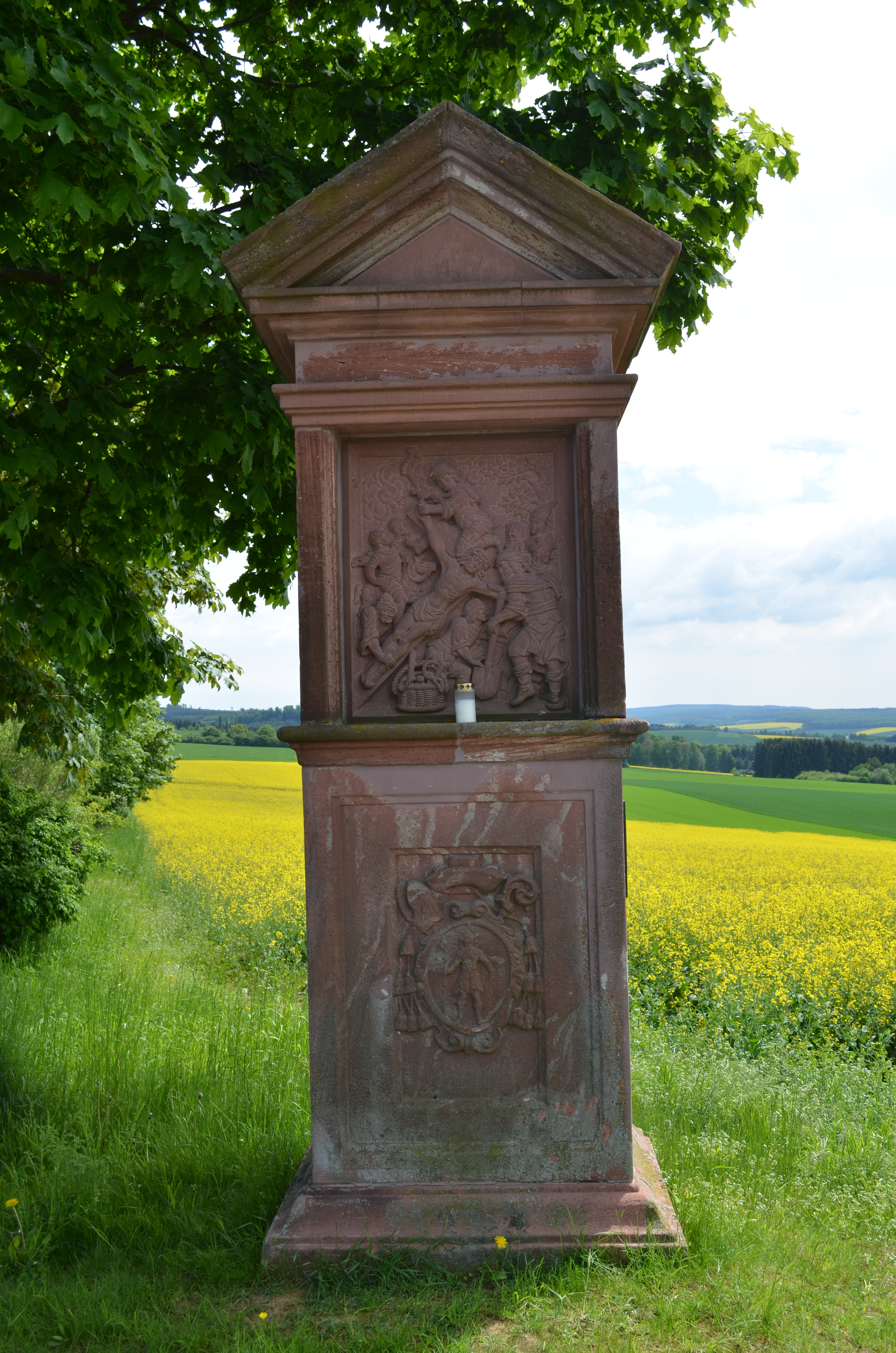
Station 7
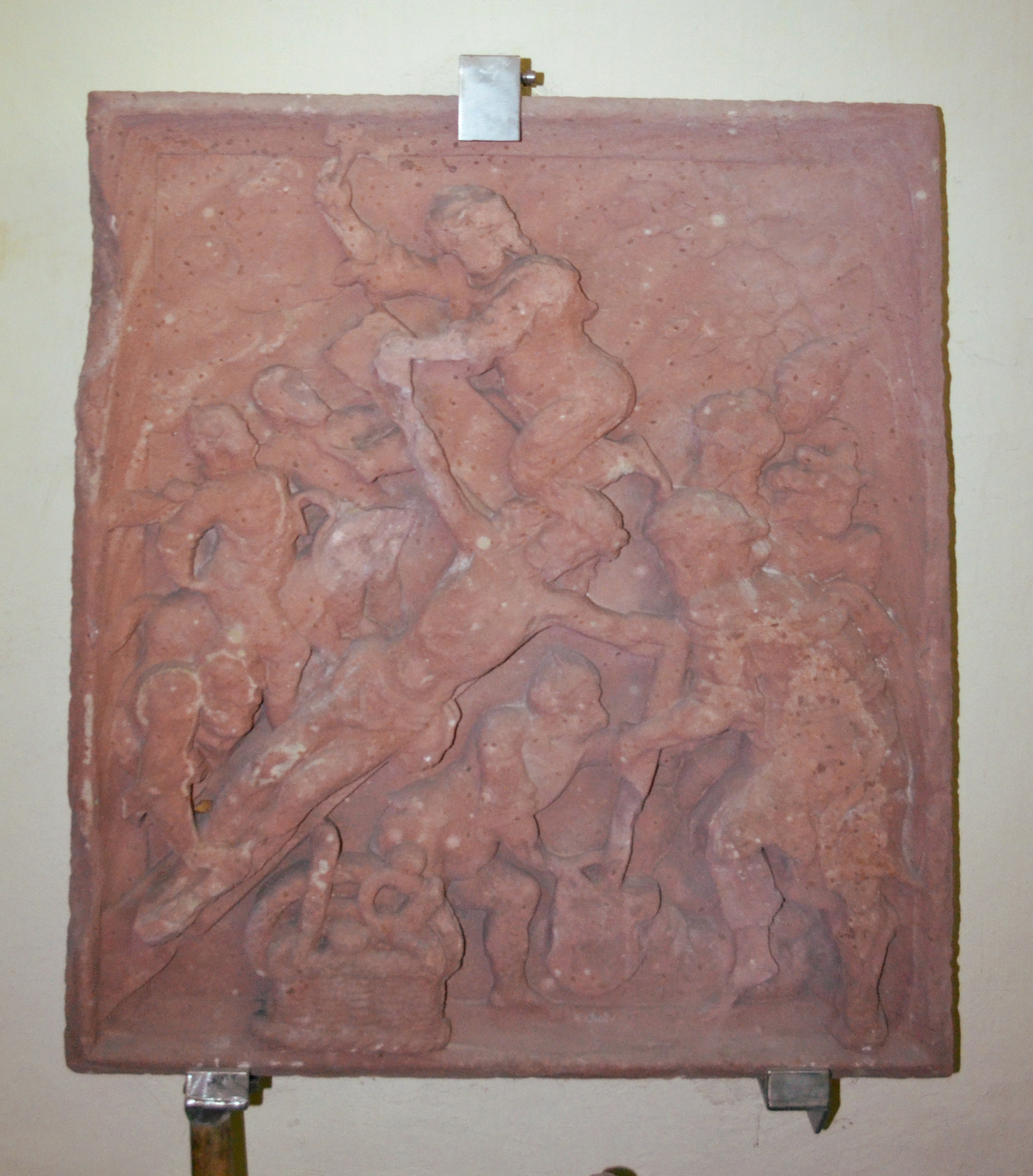
Station 7, Original